# Rivarossi
 (octobre 2012).
Si vous disposez d'ouvrages ou d'articles de référence ou si vous connaissez des sites web de qualité traitant du thème abordé ici, merci de compléter l'article en donnant les références utiles à sa vérifiabilité et en les liant à la section « Notes et références ».
Rivarossi est une marque italienne de trains miniatures, créée en 1945 et reprise en 2004 par Hornby Railways.

## Histoire

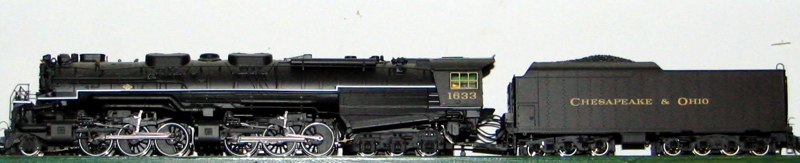
Locomotive à vapeur 2-6-6-6 Allegheny (USA)

La compagnie a été fondée en 1945 par Alessandro Rossi. Ce passionné de trains miniatures a racheté avec son associé Riva une compagnie produisant des commutateurs électriques. Il en fait vite le premier constructeur italien de trains électriques, peu de temps avant Lima. Les premières productions sont des jouets à l'échelle OO en courant alternatif. Le premier modèle à l'échelle HO fut la locomotive à vapeur du train Milwaukee Road Hiawatha, produite de 1948 à 1954.
Parmi les publicitaires qui ont travaillé pour la marque on peut citer Amleto Dalla Costa qui a réalisé de nombreux catalogues et dessins pour Rivarossi.
Rivarossi a été le premier à produire des modèles en résine (bakélite) pour le modélisme ferroviaire. La société s'orienta vers un public de modélistes. Elle produisit des modèles italiens et d'autres réseaux avec notamment des modèles de trains prestigieux, de voiture-lits et du matériel américain dont la fameuse Big Boy.
Dans les années 1990, Rivarossi reprend les marques Lima, Arnold et Jouef. L'ensemble prit le nom de Lima S.p.A. le 27 décembre 2001, avant d'être racheté par Hornby le 16 décembre 2004. La marque est maintenue mais la production est transférée en Chine.